# Ahmed Aboul Gheit
Ahmed Aboul Gheit (Arabisch:أحمد أبو الغيط) (Caïro, 12 juni 1942) is een Egyptisch politicus en diplomaat. Tussen 2004 en 2011 was hij Minister van Buitenlandse Zaken onder Hosni Mubarak. Sinds 2016 is hij secretaris-generaal van de Arabische Liga.

## Levensloop
Moussa studeerde bedrijfskunde aan de Ain Shams Universiteit in Caïro. Na zijn studie werkte hij als diplomaat; hij bekleedde diplomatieke posities in Rome, Nicosia, Moskou en New York. Hij nam deel aan de onderhandelingen over de Camp David-akkoorden in 1978. In 1999 werd hij benoemd als permanent vertegenwoordiger bij de Verenigde Naties. Vanaf 2004 was hij vervolgens minister van Buitenlandse Zaken. Na de val van Mubarak richtte Aboul Gheit zich op het schrijven van zijn memoires alvorens in 2016 te worden benoemd tot secretaris-generaal van de Arabische Liga.